# Лекарственная форма
Лекарственная форма — придаваемое лекарственному средству или лекарственному растительному сырью удобное для применения состояние, при котором достигается необходимый лечебный эффект.

## Классификация

### По разделению на дозы
- Недозированные (неразделённые): сборы, карандаши лекарственные, клей кожный, настои, отвары, настойки, эликсиры, сиропы.
- Могут быть как дозированными, так и не дозированными: порошки, гранулы, мази (в том числе, пасты, гели, линименты), пластыри, суспензии (взвеси), эмульсии, растворы, микстуры, аэрозоли (в том числе, спреи).
- Дозированные (разделённые): брикеты, капсулы (в том числе, спансулы, пеллеты), таблетки (в том числе, драже, глоссеты, медицинская жевательная резинка[2]), пилюли, карамели, пастилки, плёнки глазные, ТТС, суппозитории (в том числе, палочки, пессарии, шарики, свечи), капли.

### По консистенции
- Твердые: сборы, карандаши лекарственные, порошки (в том числе и растворимые во рту[3]) гранулы, брикеты, капсулы (в том числе, спансулы, пеллеты), таблетки (в том числе, драже, глоссеты), пилюли, медицинская жевательная резинка, мармелад и т. д.), карамели, пастилки, плёнки глазные.
- Мягкие: мази, (в том числе, пасты, гели, линименты), суппозитории (в том числе, палочки, пессарии, шарики, свечи), пластыри (в том числе, ТТС).
- Жидкие: настои, отвары, настойки, эликсиры, сиропы, растворы (в том числе капли и питьевые), суспензии (взвеси), эмульсии, микстуры.
- Могут быть как твёрдыми, так и мягкими, так и жидкими: экстракты, среди которых различают:
  - жидкие экстракты (подвижные жидкости); на спирте этиловом 70 %, в соотношении 1:1;
  - густые экстракты (вязкие массы с содержанием влаги не более 25 %), на спирте этиловом, воде, эфире;
  - сухие экстракты (сыпучие массы с содержанием влаги не более 5 %), высушенные густые.
- Газообразные: аэрозоли (в том числе, спреи).

### По цели действия и способу применения
- Для местного (локального) действия.
- Для общего (системного, резорбтивного) действия:
  - для энтеральных способов применения (в том числе, лекарственные формы для ородисперсного или сублингвального приёма);
  - для парентеральных способов применения (в том числе, лекарственные формы для инъекций: порошки, суспензии (взвеси), эмульсии, растворы).